# Alipurduar
Alipurduar (beng. আলিপুরদুয়ার) – miasto położone w północno-wschodnich Indiach, w historycznym regionie Dooars, pomiędzy Himalajami a równinami Bangladeszu. 
Alipurduar leży w północnej części indyjskiego stanu Bengal Zachodni i jest stolicą i jedynym miastem (municipality) dystryktu Alipurduar. Dystrykt ten powstał w 2014 r. poprzez wydzielenie z dystryktu Dźajpalguri. Jest on znany z plantacji herbaty, lasów oraz tygrysów (trzy „T”: ang. Tea, Tree & Tiger). 
Miasto leży w oddziaływaniu klimatu subtropikalnego w strefie klimatów umiarkowanych ciepłych. W klasyfikacji klimatów Köppena jest on oznaczony jako Cwa. Średnia roczna temperatura powietrza wynosi 24,4 °C. Najcieplejszym miesiącem jest sierpień ze średnią temperaturą 28,6 °C, najchłodniejszy jest styczeń ze średnią temperaturą 17,0 °C. Średnie opady w roku wynoszą 3623 mm (lub według innych źródeł 3488 mm). Największe są w lipcu (946 mm), najmniejsze w grudniu (5 mm).
Miasto Alipurduar, według spisu statystycznego z 2011 r. liczyło 65 232 mieszkańców, 33 137 mężczyzn i 32 095 kobiet. Gęstość zaludnienia wynosiła 6670 osób/km². Dzieci w wieku 0-6 lat stanowiły 8,4%. Na 1000 mężczyzn przypadało 969 kobiet, co jest wartością wyższą od średniej dla całego stanu, gdzie na 1000 mężczyzn przypadało tylko 950 kobiet. Analfabetami było 9,0% społeczności miasta (w całym stanie było to 23,7% ludności). Pracowało lub prowadziło własny biznes 19 227 mężczyzn i 3649 kobiet. 18,0% populacji miasta należało do tzw. zarejestrowanych kast (ang. Scheduled Castes), 0,8% należało do tzw. zarejestrowanych plemion (ang. Scheduled Tribes), czyli grup społecznych o najniższym statusie.
Zdecydowana większość, bo 97,6% ludności wyznaje hinduizm, 1,7% wyznaje islam, pozostałe 0,7% są to głównie chrześcijanie, buddyści, wyznawcy dźinizmu i sikhowie.